# Neiderplate

Neiderplate vor Bensersiel

Die Neiderplate ist ein Hochsand, der Bensersiel vorgelagert ist und vom Dornumer Nacken, dem Seriemer Watt und dem Priel Rute begrenzt wird. Sie ist ein bedeutender Seehundteillebensraum und weist ein für die Region typisches Ökosystem mit Sandbänken und Küstenwatt auf. Zudem gilt sie als Gebiet mit geowissenschaftlich bedeutsamen Landschaftsformen.